# 2640 км
2640 км — железнодорожный остановочный пункт (населённый пункт) в Любинском районе Омской области России. Входит в состав Новокиевского сельского поселения.

## География
Населённый пункт находится на юго-западе центральной части Омской области, в лесостепной зоне, в пределах Ишимской равнины, при остановочном пункте 2640 км Западно-Сибирской железной дороги, на расстоянии примерно 17 километров (по прямой) к северо-западу от посёлка городского типа Любинский, административного центра района. 
Абсолютная высота — 114 метров над уровнем моря.
Часовой пояс
Железнодорожный остановочный пункт 2640 км, как и вся Омская область, находится в часовой зоне МСК+3. Смещение применяемого времени относительно UTC составляет +6:00.

## Население
| 2010 |
| ---- |
| 13   |

Половой состав
По данным Всероссийской переписи населения 2010 года в гендерной структуре населения мужчины составляли 46,2 %, женщины — соответственно 53,8 % от 13 чел.
Национальный состав
Согласно результатам переписи 2002 года, в национальной структуре населения русские составляли 100 % из 9 чел.

## Инфраструктура
Путевое хозяйство Западно-Сибирской железной дороги.

## Транспорт
2640 км доступен автомобильным и железнодорожным транспортом. 
Просёлочные дороги. 